# Cynopotamus magdalenae
Cynopotamus magdalenae är en fiskart som först beskrevs av Steindachner, 1879.  Cynopotamus magdalenae ingår i släktet Cynopotamus och familjen Characidae. Inga underarter finns listade i Catalogue of Life.